# 伝姫
伝姫（つてひめ、1737年11月27日（元文2年11月6日） - 1802年5月11日（享和2年4月10日））は、阿波徳島藩第10代藩主・蜂須賀重喜の正室。父は筑後柳河藩第5代藩主・立花貞俶。母は側室の永林院（みね）。
兄弟には立花貞則、立花鑑通、立花致博、戸次通孝、山名義徳、立花通堅などがいる。

## 生涯
筑後柳河藩第5代藩主・立花貞俶と側室・永林院の四女として生まれる。後に阿波徳島藩第10代藩主・蜂須賀重喜に嫁ぐ。
宝暦7年（1758年）、重喜との間に長男・蜂須賀治昭を出産。その後、次男・蜂須賀喜翰（若狭）、三男・蜂須賀喜和、四男・蜂須賀喜儀を出産する。
戒名は養寿院殿蘭室智芳大姉。